# كورين فافر
كورين فافر (بالفرنسية: Corinne Favre)‏ هي عداءة ألتراماراثون ‏ فرنسية، ولدت في 15 ديسمبر 1970 في شامبيري في فرنسا.

## وصلات خارجية
- كورين فافر على موقع الاتحاد الألماني للألترا ماراثون (الإنجليزية)
- كورين فافر على موقع رابطة إحصائيات سباق الطريق (الإنجليزية)
- كورين فافر على موقع الرابطة الدولية لركض المسار (الإنجليزية)